# 전생 귀족, 감정 스킬로 성공한다 ~약소 영지를 이어받아서, 우수한 인재를 늘리다보니, 최강 영지가 되었다~
전생 귀족, 감정 스킬로 성공한다 ~약소 영지를 이어받아서, 우수한 인재를 늘리다보니, 최강 영지가 되었다~(転生貴族、鑑定スキルで成り上がる　～弱小領地を受け継いだので、優秀な人材を増やしていたら、最強領地になってた～)는 미라이진 A가 집필한 일본의 라이트 노벨 시리즈이다. 이 시리즈는 소설가가 되자 웹사이트에서 시작되었으며 지미의 일러스트와 함께 인쇄되어 2020년 7월부터 고단샤를 통해 출판되었다. 2024년 4월 현재 6권이 발매되었다. 이노우에 나츠미가 그린 일본 만화 각색은 2020년 6월부터 매거진 포켓 웹사이트에서 연재를 시작했다. 2024년 3월 현재 만화의 개별 장이 14권의 단행본으로 수집되었다. 스튜디오 만화가 제작한 애니메이션 TV 시리즈는 2024년 4월에 방영되었다.

## 구성
일본의 샐러리맨이 죽고 이세계에서 귀족 가문의 상속자인 아르스 루벤으로 환생하면서 자신도 다른 사람의 재능과 적성을 평가하는 능력을 가지고 있음을 알게 된다. 아르스는 자신의 특별한 힘으로 마술과 검술, 전략과 외교에 이르기까지 다양한 분야에 뛰어난 유력자들을 식별하고 설득하여 임박한 왕위 계승 전쟁을 준비하는 자신의 하인이자 동맹자가 되도록 한다. 그가 자신의 기량을 과시하자 그는 카나레의 영주로 승진하고, 곧 이웃한 자이츠 공국과 전쟁을 벌이게 된다.